# Mermeros (Sohn des Pheres)
Mermeros (altgriechisch Μέρμερος Mérmeros) ist in der griechischen Mythologie ein Sohn des Pheres sowie Enkel des Iason und der Medeia.
Bei Apollodor von Athen und im Kommentar des Eustathios von Thessalonike zur Odyssee ist Mermeros König von Ephyra, womit laut Strabon die Stadt in Elis gemeint ist, während Apollodor mitteilt, dass es sich um das thesprotische Ephyra gehandelt habe. Doch könnte auch eine andere Stadt des Namens Heimat des Mermeros gewesen sein. Sein Sohn war der Mermeride Ilos, von dem Odysseus ein Gift für seine Pfeile erbat, was Ilos jedoch verweigerte.